# Kristina Jämtmark
Kristina Jämtmark, Maria Christina Jämtmark, född 19 maj 1957 i Spånga, Stockholm, är en svensk tidigare barnskådespelare som spelade Stina i Vi på Saltkråkan.
Efter rollen som Stina i Saltkråkan-filmerna blev Kristina Jämtmark frisör, liksom sin far, och senare receptionist.

## Filmografi
- 1964 – Vi på Saltkråkan (TV-serie) - Stina
- 1964 – Tjorven, Båtsman och Moses - Stina
- 1965 – Tjorven och Skrållan - Stina
- 1966 – Tjorven och Mysak - Stina
- 1967 – Skrållan, Ruskprick och Knorrhane - Stina